# Kotacu

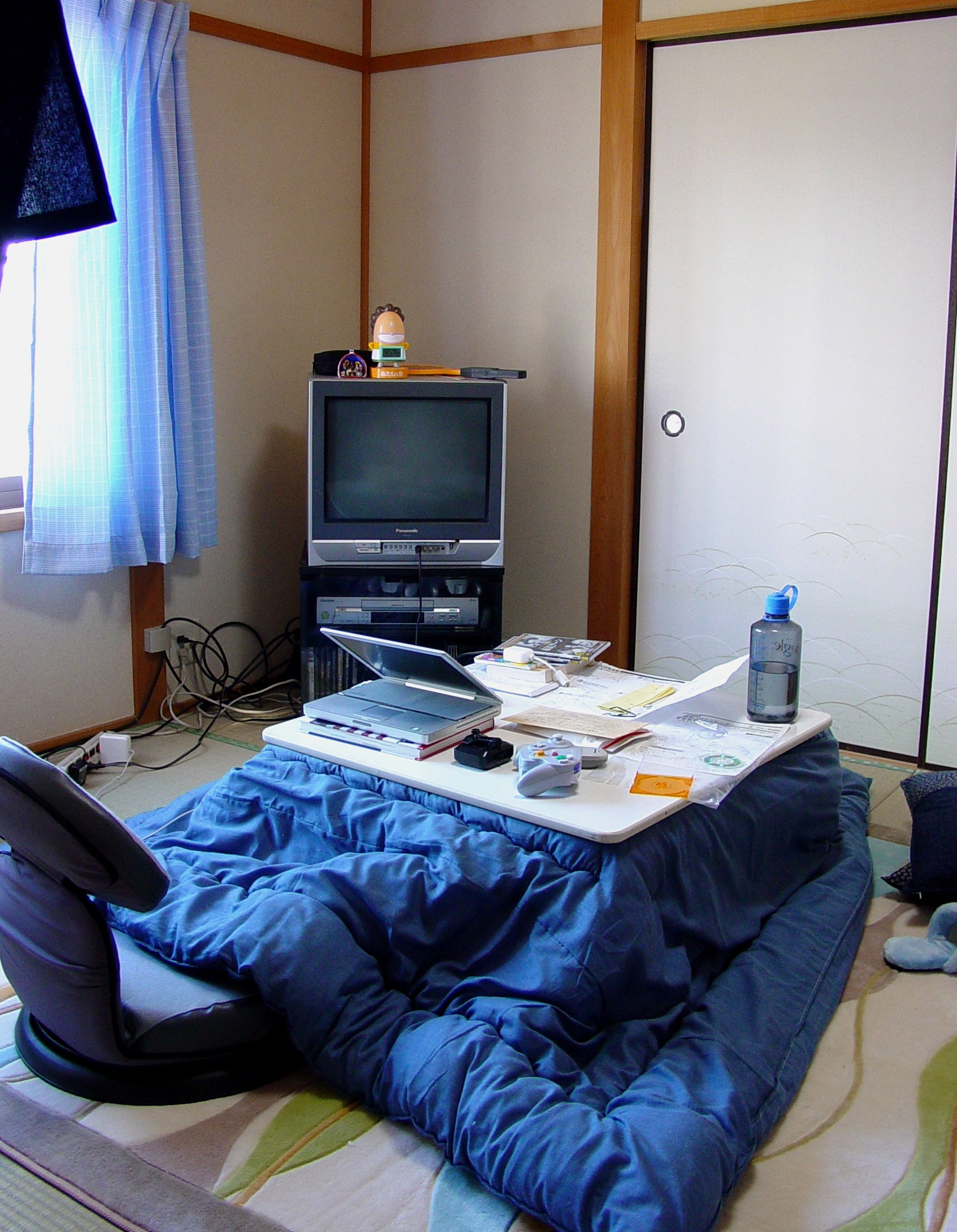
Moderní Japonské kotacu (okigotacu)

Kotacu (japonsky 炬燵 nebo こたつ) je druh tradičního japonského nábytku. Jedná se o nízkou dřevěnou stolovou konstrukci překrytou silnou pokrývkou, popřípadě futonem, na níž je umístěna deska sloužící jako stůl. Uvnitř se nachází zdroj tepla, původně koš s rozžhavenými uhlíky, nyní převážně elektrické topení. Využívá se téměř exkluzivně v Japonsku a to k posezení a ohřevu v chladných ročních obdobích. Jeho výskyt v japonských domácnostech je častý, protože tradiční japonské domy postrádají ústřední vytápění. Jediným zdrojem tepla v chladných měsících se tak stává právě kotacu a petrolejová přenosná kamna, která slouží podle potřeby k vytápění jednotlivých místností.

## Typy
Rozlišují se dva typy kotacu a to přenosné okigotacu a do podlahy ponořené horigotacu. Tepelný zdroj u obou typů může tvořit tradiční nádoba s uhlíky, nebo moderní elektrické topení.
- Horigotacu (掘り炬燵): tento typ se skládá ze čtvercové díry, zhruba 40 cm hluboké, zapuštěné v podlaze místnosti a na ní umístěném kotacu.[5] Hliněná nádoba s uhlíky, či novější tepelné zařízení je pak uloženo na zem, pod dřevěnou konstrukci. Horigotacu nabízí větší komfort, jelikož umožňuje přísedícím sedět v komfortnější pozici, podobné sezení na židli.[5]
- Okigotacu (置き炬燵): označuje přenosnou variantu kotacu, původně používanou na rohožích tatami. Typicky bývá podložené slabou dekou, na níž stojí dřevěná konstrukce spolu se silnější přikrývkou a svrchní deskou. Elektrické topné těleso je často umístěno v samotné konstrukci kotacu,[5] nikoliv na zemi.

## Historie
Původ kotacu sahá až do 14. století do období Muromači. Kotacu se vyvinulo z irori, standardního ohniště na vaření, které bylo umístěno uprostřed místnosti s pokrývkou z rohoží tatami. Irori zpočátku sloužilo k dvojímu účelu – vaření a vytápění, později se tyto funkce oddělily, když se kotacu vyvinulo do samostatné podoby.
Během období Muromači vznikla nad irori dřevěná konstrukce známá jako kotacu horigotatsu. Tato konstrukce byla zakryta přikrývkou (oki), která sloužila k zachycení tepla z uhlíků pod ní.
S příchodem období Edo v 17. století se horigotacu začalo postupně podobat jeho současné podobě, a to vytvořením prohlubně čtvercového tvaru na místě irori, kolem níž byl dřevěný rám umístěn. Nepostradatelnou součástí byla i nadále deka, která poskytovala zdroj tepla osobám sedícím kolem kotacu.

### Přechod k přenosnosti
Se změnou obytných prostorů vzniklo okigotasu neboli přenosné kotacu. Tato změna umožnila přemisťovat kotacu podle potřeby v rámci domácnosti a přizpůsobit se tak rozšířenému používání rohoží tatami v japonských obydlích.

### Modernizace
Přechod na elektřinu v polovině 20. století znamenal pro kotacu významný vývoj. Hliněný kotlík byl nahrazen elektrickým ohřívačem, což přispělo k jeho pohodlnosti a široké oblibě v japonských domácnostech.

### Kulturní význam a oživení
Zatímco kotacu sloužilo jako praktické řešení vytápění tenkostěnných domů typických pro Japonsko, stalo se také kulturní oporou symbolizující teplo a rodinnou pospolitost. Obnovení jeho popularity po zemětřesení v roce 2011 se přičítá jeho energetické účinnosti, která je v souvislosti s energetickými problémy klíčová. Konstrukce kotacu výrazně snižuje spotřebu elektrické energie ve srovnání s možnostmi vytápění celých místností a zachovala si roli ústředního bodu společenské interakce v domácnosti. Některé rodiny v komfortu tohoto tepla i pod kotacu pospolu spí, namísto odloučení se do svých jednotlivých promrzlých pokojů.

### Výskyt v dalších kulturách
Chladné noci a štiplavá zima samozřejmě netrápí pouze obyvatele Japonska. Lidé všude na světě vymýšleli různé způsoby jak zahřát sebe a své blízké, proto není překvapující že zařízení podobná kotacu se nezávisle vyvinula i v jiných zemích a kulturách. Na identickém principu fungují například afghánské sandali, íránské korsi, nebo pod běžným stolem umístěné španělské brazero.